# マシュミ
マシュミ（Masyumi）は、かつてインドネシアに存在したイスラーム団体、政党である。正式名はインドネシア・ムスリム協議会（Majelis Syuro Muslimin Indonesia ）であり、その略称が「マシュミ」である。
1943年11月22日、日本の軍政下に置かれたジャワで結成され、インドネシアの独立宣言後、1945年11月7日に政党として再出発した（それ以後をマシュミ党と表記する）。
インドネシアの独立戦争期と1950年代の議会制民主主義期の国政において、大きな足跡を残したが、1958年2月、スマトラで起こった地方反乱にマシュミ党幹部が関与したことにより、1960年、非合法化された。

## 沿革

### 結成期
マシュミはもともと、インドネシア（当時はオランダ領東インド）が日本の軍政下に置かれた1943年11月22日、ムハマディヤ、ナフダトゥル・ウラマー（NU）など、主だった既存のイスラーム系諸団体を糾合して発足した団体である。軍政当局のねらいは、イスラーム系諸団体を一元化して軍政当局の宗務部の統制下に置き、軍政当局が必要とする資源や人材の調達に、地域社会で影響力をもつムスリム指導者（キアイ、ウラマー）の協力を取りつけることであった。
そうしたイスラーム系諸団体の連合体はすでに、オランダ植民地時代の1937年9月に、ミアイ MIAI（Majlisul Islamil A'laa Indonesia、インドネシア・イスラーム最高会議）として発足していたが、マシュミはその規模と地方への浸透の度合いにおいて、ミアイを大きく凌駕する組織となった。
軍政当局によってマシュミは法的地位をあたえられ、合法的な活動をおこなう制度的基盤を築き、マシュミ関係者は各級の行政機関でポストを得た。村落レベルでのムスリム指導者層も、公的な発言力を強めていった。また、軍政当局はムスリム青年層の武装化をすすめ、マシュミ傘下の軍事組織ヒズブラ（Hizbu'llah）を結成した。その数は日本の敗戦時には約5万人、独立戦争期にはさらにその規模は拡大し、オランダとの武力闘争を担う武装勢力の一つとなった。

### 独立革命期
太平洋戦争の終結直後、1945年8月17日にインドネシアが独立を宣言すると、その翌年に予定された総選挙に向けて、各勢力が政党を設立した（独立戦争とその後の混乱によって総選挙が初めて実施されたのは1955年だった）。そうした動きのなかで、11月7日、マシュミ党が結成された。
マシュミ党の名称こそは軍政期のそれを引き継いでいるが、その指導部は一新された。軍政期のマシュミ指導部は、ムハマディヤ、NUなど、植民地時代の政治色の薄いイスラーム系社会団体であったのに対して、新たなマシュミ党には、インドネシア・サレカット・イスラーム党（PSII）、インドネシア・イスラーム党などの政治的イスラーム団体が加わり、急進的な指導者が党の指導部を形成した。
党の初代議長に就任したのは、インドネシア・イスラーム党のスキマン（Sukiman Wirjosandjojo、1898-1978年）だった。そして、党としてのマシュミは、オランダとの独立戦争を聖戦（ジハード）と位置づけ、ムスリムに反オランダ闘争を呼びかけるとともに、党綱領では、イスラームの理念を国政に反映させることを謳っていた。
しかし、イスラーム系諸団体の「寄り合い所帯」でもあるマシュミは、結成当初から党の内部規律も弱かった。党としては、オランダとの外交交渉を継続する中央政府を批判する一方で、党内からは複数の若手指導者が、外交交渉をすすめるシャフリル内閣、アミル・シャリフディン内閣（いずれも社会党首班内閣）に入閣していた。
また、設立当時から党内には、モハマッド・ナシールを領袖とする穏健改革派（ハッタ内閣の蔵相シャフルディン・プラウィラヌガラ、のちのナシール内閣の外相モハマッド・ルム、そしてムハマディヤなど）、スキマンを領袖とする保守派（のちのスキマン内閣時の外相アフマッド・スバルジョ、NUなど）といった、指導者の個性、出自、経歴や政治志向、そしてその支持層などが大きく異なる派閥が存在していた。

### 議会制民主主義期
オランダとの独立戦争後、1950年9月6日、単一の共和国として発足したインドネシアで、マシュミ党の穏健派ナシールを首相とする内閣が発足した。しかし、政治的には独立を達成したインドネシアではあっても、独立戦争期に膨れ上がった軍事組織の解体・合理化の問題、国内に渦巻く地方の不満への対応、そしてオランダとの外交交渉で残された西イリアン問題など、課題は山積していた。
独立戦争後のマシュミ党は、人口の9割弱がムスリムであるインドネシアにおいて、潜在的に大規模な動員力をもつイスラーム団体であった。そのため一刻も早く総選挙を実施することを綱領に掲げ、選挙で圧倒的な得票率を上げて、国政の主導権を握ろうとしたが、これは他の諸政党（とくに第二党のインドネシア国民党）の警戒を呼んだ。
1951年3月、地方議会設置をめぐる混乱によってナシール内閣が総辞職すると、マシュミ党保守派のスキマンを首班とする内閣が発足した。この内閣にはインドネシア国民党からの入閣を得たが、マシュミの穏健派グループからの入閣はなかった。そして翌1952年2月、外相のアフマッド・スバルジョ（Ahmad Subarjo、1896-1978年）が内閣に諮ることなくアメリカと相互安全保障協定を締結したことが発端となって、内閣は総辞職した。
1951年4月27日、インドネシア国民党のウィロポを首班とする連立内閣では、宗教大臣の任命をめぐって、マシュミ党で内紛が生じた。独立戦争後、3代の内閣でNUが得てきた宗教相のポストをマシュミ内の穏健派が獲得したため、1952年7月、NUはマシュミから脱退した。
ジャワ中東部の農村で影響力をもつNUの脱退によってマシュミ党の動員力は後退した。また、マシュミと連立を組んだ国民党首班ウィロポ内閣の崩壊後、次の国民党首班アリ・サストロアミジョヨ内閣ではマシュミからの入閣はなく、その政府下で行なわれた地方首長の交代によって、マシュミ党の首長がポストを失った。
1955年9月29日、マシュミが勢力を減退させていくなかで実施されたインドネシア初の総選挙（総議席数272、うち民選議席数257）では、得票率20.9％（57議席）を獲得し、第二党の地位を得たが、インドネシア国民党（22.3％、57議席）の後塵を拝する結果となった。マシュミ党から脱退したNUは第三党（20.9％、45議席）となり、その集票力の高さを証明した。また、この選挙で、インドネシア国民党、NU、インドネシア共産党（PKI）がジャワで強く、マシュミもジャワでの高い得票数を得たが、スマトラで圧倒的に強いことが明らかとなり、後にスマトラの地方反乱にマシュミ党が接近する布石となった。

### 地方反乱とマシュミ党禁止
1956年3月、選挙後に発足した国民党首班のアリ・サストロアミジョヨ内閣にはマシュミ党からも入閣した。インドネシア独立後の議会政治に安定をもたらすべく実施された選挙だったが、その後の議院内閣制による政治運営も混迷した。閣僚の汚職や不正行為、議会の空転、地方の不満など、インドネシアは国家の統一ではなく、分裂の危機に直面していたのである。
とくに、ジャワ以外の地方では、ジャワ中心的な政治運営に対する批判が強かった。スマトラ島のゴム輸出、スラウェシ島のコプラ輸出などは独立後のインドネシアにとって貴重な歳入源であったが、その利益は中央政府に吸い上げられ、地元へは還元されない、という不満が地方で鬱積していた。こうした地方の現状にしびれを切らした地方軍は、独自にこれらの資源を密輸出し、中央政府および軍中央からの離反へと傾いていった。1957年3月、マシュミ党がアリ内閣から閣僚を離脱させ、内閣は総辞職した。
こうした危機を打開できない議会政治、多党制、政党政治家に対して、大統領スカルノは不満を強めていた。当時のスカルノは、1950年憲法下で大統領の権限を制約されており、リーダーシップを発揮できない状況だった。そこで彼は民選議会の解散、一党制の導入、そして、1950年憲法を停止し、大統領に強大な権限をあたえた1945年憲法に復帰することを大衆に訴えた。スカルノの腹案は、大統領の下にインドネシア国民党をはじめとする既存のナショナリズム団体、イスラーム勢力、そして伸張著しいPKIの三者が一体となる挙国一致体制だった（後にそれがスカルノ政治のスローガン「ナサコム」として結実する）。このスカルノ構想について、インドネシア国民党、PKI、ムルバ党などが支持を表明した。
しかし、マシュミ党は、スカルノの一党制論、すなわち多党制の否定と、PKIの国政参加に反発した。マシュミ党は、1956年12月に副大統領を辞任したハッタに内閣の結成を要請し、またその支持基盤がジャワ以外の外島（とくにスマトラ）にあったことから、マシュミ党は連邦制こそが地方を満足させるとして、地方反乱分子の声を代弁した。
1956年12月に西スマトラのパダン、北スマトラのメダンでは地方軍司令官が中央政府に反旗を翻し、地方行政府を接収した。地方反乱軍は中央政府に対して地方の自治権拡大、ハッタ内閣の組閣、軍中央の更迭などをもとめた。こうした地方軍の離反は、スマトラ全域、スラウェシ島、カリマンタン島にも拡大した。こうした地方軍の要求にマシュミ党とインドネシア社会党の指導者たちが呼応した。
そして、1958年2月15日、西スマトラの反乱軍はブキティンギを首都とするインドネシア共和国革命政府（Pemerintah Revolusioner Republik Indonesia、略称PRRI）の樹立を宣言した。マシュミ党からは、首相にシャフルディン・プラウィラネガラ（元蔵相）、副首相にナシール（党議長、元首相）、国防相兼法相にブルハヌディン・ハラハップ（元首相）といった閣僚経験者らが参加しており、スカルノの中央政府との対決姿勢をあらわにした。また、インドネシアにおける共産主義の伸張を危惧するアメリカ政府もPRRIを支援した。
しかし、マシュミ党と地方反乱軍に出馬を要請されていた元副大統領ハッタは国家分裂を危惧して、スカルノ政府に同調し、中央政府はPRRIの武力鎮圧を決定し、4月17日にパダンを攻略、5月5日にはブキティンギを占領した。
地方反乱に加担した責任を問われたマシュミ党は、1960年8月、スカルノによって非合法化された。ナシール、シャフルディン・プラウィラネガラは逮捕され、スカルノの「指導される民主主義」体制下では投獄生活を送った。
マシュミ党という「政敵」の一つを葬り去り、「指導される民主主義」体制を確立したスカルノもまた、1965年の「9月30日事件」により失脚し、その後、ナシールらは釈放されたが、その政治活動は禁じられた。また、スハルト体制期には旧マシュミ党関係者がインドネシア・ムスリム党を結成したが党勢は振るわず（1971年の第二回総選挙で得票率5.4％）、1973年には政党ゴルカル法（政党簡素化法）によって他のイスラーム系諸政党とともに開発統一党に合併された。

## 備考
- スハルト政権後期の1995年10月28日、マシュミ党の後継政党を名乗る「新マシュミ党（Partai Masyumi Baru）」が結成された。同政権崩壊後におこなわれた総選挙にも参加している。